# バック・トゥ・ザ・ライト〜光にむかって〜
『バック・トゥ・ザ・ライト 〜光にむかって〜』（バック・トゥ・ザ・ライト ひかりにむかって、原題：Back To The Light）は、イギリスのロックバンド・クイーンのギタリスト、ブライアン・メイの初のオリジナル・アルバム。

## 解説
ブライアン・メイがソロ活動をスタートして初めてリリースしたオリジナル・アルバム。イギリス盤とアメリカ盤はジャケットが異なる。
「ドリヴィン・バイ・ユー」は1991年11月にシングルとして発表され、全英6位に達した。アルバムも同年には発表されると言われていたが、1992年9月まで発売が延期された。
「バック・トゥ・ザ・ライト」は日本では『F1グランプリ』(2006年)のエンディング曲として採用されている。(日本GPは除く)
2021年にオリジナルのマスターテープをリマスターし、未公開音源を含んだデラックス版と通常版の二種類が発売された。

## 収録曲
1. ザ・ダーク - The Dark 2:21 (May)
2. バック・トゥ・ザ・ライト〜光にむかって〜 - Back To The Light 5:00 (May)
3. ラヴ・トークン - Love Token 5:56 (May)
4. 華麗なる復活 - Resurrection 5:26 (May/Powell/Page)
5. 愛の結末 - Too Much Love Will Kill You 4:28 (May/Lamers/Musker)
6. ドリヴィン・バイ・ユー - Driven By You 4:12 (May)
7. ブルーな気持ち - Nothin' But Blue 3:31 (May/Powell)
8. アイム・スケアード - I'm Scared 4:00 (May)
9. 地平線の彼方へ - Last Horizon 4:11 (May)
ギターインスト曲
10. 想いのままに - Let Your Heart Rule Your Head 3:51 (May)
11. ジャスト・ワン・ライフ - Just One Life 3:38 (May) (dedicated to Philip Sayer)
12. ローリン・オーヴァー - Rollin' Over 4:37 (Marriott/Lane)

### 日本盤ボーナス・トラック
1. ジャスト・ワン・ライフ（ギター・ヴァージョン） - Just One Life (Guitar Version) 3:36
2. 愛の結末（ギター・ヴァージョン） - Too Much Love Will Kill You (Guitar Version) 4:31

## 参加ミュージシャン
- ブライアン・メイ - ボーカル、バッキング・ボーカル、ギター、キーボード
- コージー・パウエル - ドラム (on 2、3、4、7、8)
- ジェフ・ダグモア - ドラム (on 10、12)
- ゲイリー・ティブス - ベース (on 2、10、12)
- ニール・マーレイ - ベース (on 3、8)
- ジョン・ディーコン - ベース (on 7)
- マイク・モラン - ピアノ(on 3、12)、キーボード (on 9)
- ドン・エイリー - キーボード (on 4、7)
- ジル・オドノヴァン - ボーカル (on 2、12)
- マギー・ライダー - ボーカル (on 2、12)
- ミリアム・ストックリー - ボーカル (on 2、12)
- スージー・オリスト - ボーカル (on 2、12)
- クリス・トンプソン - ボーカル (on 12)